# Шотчер
Шотчер — река в России, протекает по Сивинскому и Верещагинскому районам Пермского края. Длина реки составляет 13 км.
Начинается западнее деревни Демина Гарь, течёт в южном направлении через деревни Ипатово, Красноселье, Мухино, местами — через лес. Устье реки находится в 24 км по левому берегу реки Сепыч у села Сепыч.
Основные притоки — Избушенка (пр), Елизаровка (лв), Черная (пр), Белая (пр).
Название реки содержит формант -чер, происходящий из языка коми и имеющий значение 'приток'.

## Данные водного реестра
По данным государственного водного реестра России относится к Камскому бассейновому округу, водохозяйственный участок реки — Кама от города Березники до Камского гидроузла, без реки Косьва (от истока до Широковского гидроузла), Чусовая и Сылва, речной подбассейн реки — бассейны притоков Камы до впадения Белой. Речной бассейн реки — Кама.
Код объекта в государственном водном реестре — 10010100912111100009516.